# Мартин сріблястий

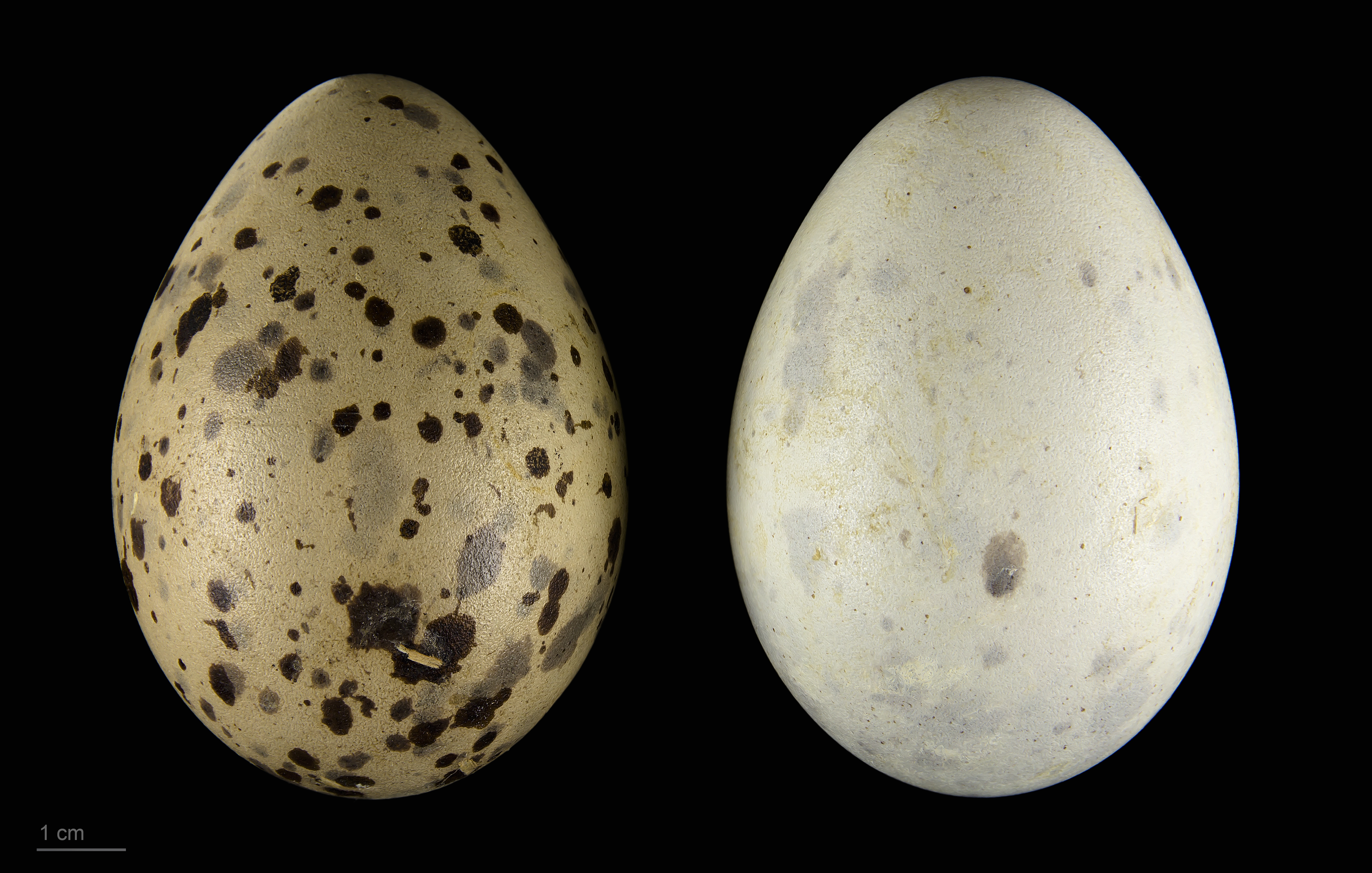
яйце Larus argentatus argenteus - Тулузький музей

Мартин сріблястий (Larus argentatus) — великий птах родини мартинових, широко поширений в Європі, Азії та Північній Америці. В Україні нечисленний під час міграцій та на зимівлі. Сильний і агресивний птах, часто мешкає поблизу великих міст, де відчуває себе упевнено.

## Зовнішній вигляд
Великий білоголовий мартин довжиною 54—60 см, розмахом крил 123–148 см і вагою 720–1500 г. Дуже подібний до мартина жовтоногого. У шлюбному вбранні оперення голови та шиї чисто-біле, у зимовому — з темними пестринами різної інтенсивності. Черевна частина тіла і хвіст також білі. Верхня частина тулуба і верхня частина крил блакитнувато-сірі. Закінчення всіх махових, а також вершини плечових пер білі. Більшість першорядних махових мають на собі добре помітний чорний малюнок, деякі тільки на вершині. Дзьоб прямий, стиснутий з боків і злегка загнутий униз на кінці, зеленуватий або жовтий, з виразною червоною плямою на вигині під дзьобом. Райдужна оболонка очей ясно-жовта або сріблисто-сіра. Ноги рожево-червоні. Статевий диморфізм у забарвленні не виражений.

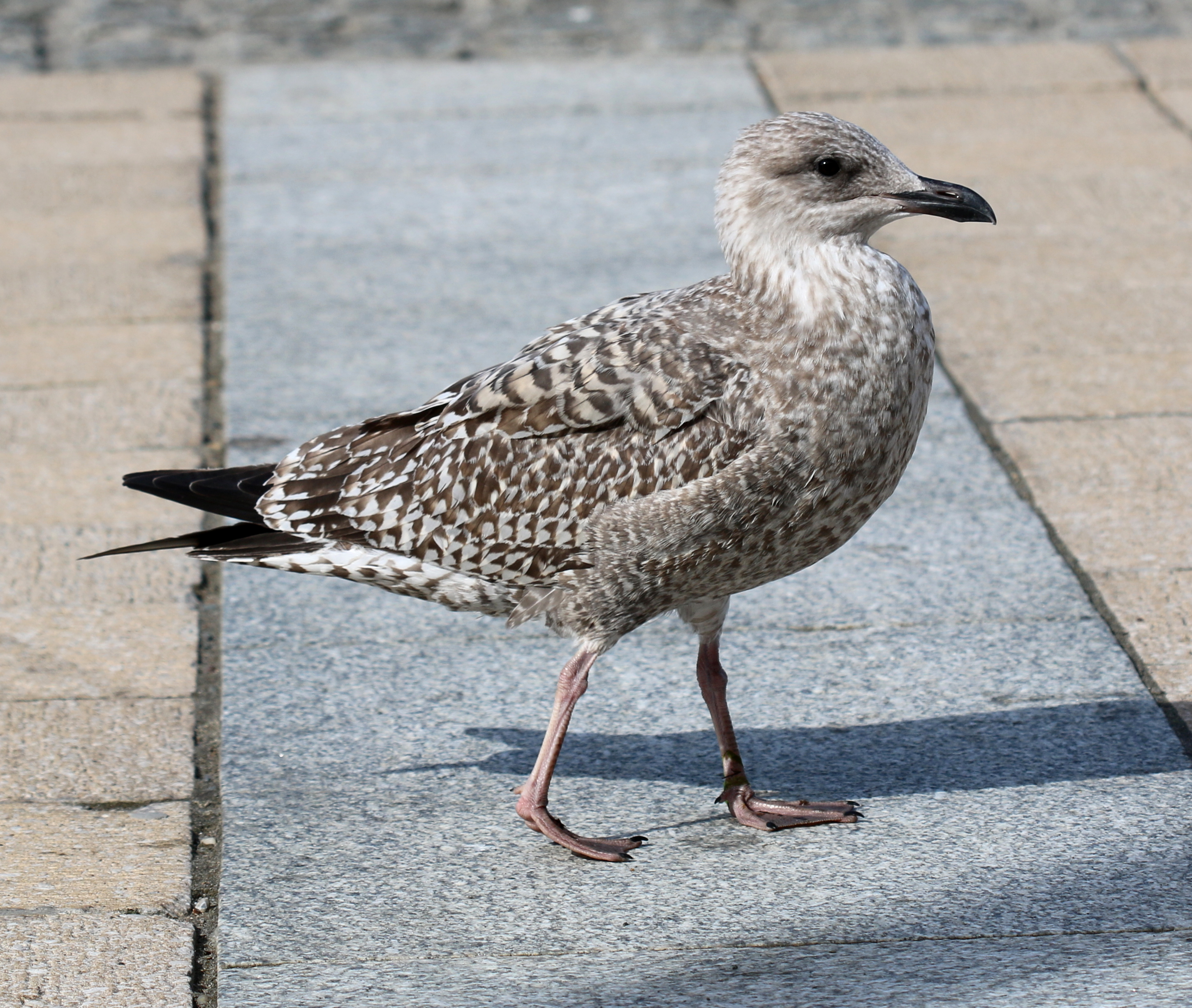
Молодий птах

Молоді птахи помітно відрізняються від дорослих, і світле шлюбне вбрання здобувають тільки на четвертий рік життя. У гніздовому вбранні їх важко відрізнити від таких же молодих мартинів чорнокрилих і морських мартинів. Оперення строкате: пера чола, підборіддя і боків голови брудно-білого кольору з численними подовжніми бурими смужками й плямами. Верхня частина тулуба бура, з частими світлими облямівками. На другий і третій рік життя тіло поступове світлішає і здобуває більш монотонні тони. На другому році життя на спині з'являються ділянки ясно-сірого кольору, а на третьому вони вже домінують у верхній частині тіла. У період дорослішання радужина змінюється від коричневого до жовтого, а дзьоб від темно-бурого до жовтого з червоною плямою на піддзьобку.
Пухове вбрання. Голова і верхня сторона тулуби бурувато-сірі з великими чорнувато-коричневими плямами. На тім'яні вони більш округлі та різко обкреслені, на спині більш видовжені та розмиті. На голові та шиї плями розташовуються звичайно у вигляді більш-менш визначеного малюнка, на спині вони безладні. Нижня сторона тіла бурувато-біла. Дзьоб чорний з розуватим кінчиком, ноги тілесно-рожеві, радужина чорно-коричнева.

## Зауваження щодо систематики
Вперше як самостійний вид Larus argentatus було описано Еріком Понтоппіданом ще у 1763 році. Проте пізніше, з переглядом систематики, цей таксон почали розглядати як підвид — Larus argentatus argentatus. Проте систематику так званих білоголових мартинів було переглянуто і нині цей вид більшість авторів вважають самостійними. Згідно з фундаментальним дослідженням французького орнітолога Пьера Єзу мартин сріблястий входить до складу групи, що складається з дев'яти видів: мартин сріблястий (Larus argentatus), мартин чорнокрилий (L. fuscus), східно-сибірський мартин (L. vegae), середземноморський мартин (L. michahellis), американський сріблястий мартин (L. smithsonianus), жовтоногий мартин (L. cachinnans), вірменський мартин (L. armenicus), барабинський мартин жовтоногий L. barabensis і східний L. heuglini.